# Підв'язкова змія рівнинна
Підв'язкова змія рівнинна (Thamnophis radix) — неотруйна змія з роду Підв'язкові змії родини Вужеві. Має 2 підвиди. Інша назва «південно-західна підв'язкова змія».

## Опис
Загальна довжина досягає 85—100 см. Голова вузька. Тулуб стрункий з кілеватой лускою. По середині спини проходить яскраво—помаранчева смуга, а з боків — жовті або кремові смужки. Між смужками тулуб оливкового кольору з темними невеликими цятками або іноді зовсім чорного. На жовтих губних щитках є чорні риски. Яскрава помаранчева смуга та чорні мітки на губах є ознаками для визначення цієї змії.

## Спосіб життя
Полюбляє прерії, сільськогосподарські угіддя, місцини поблизу водойм. Активна вдень. Харчується амфібіями, рибою та земляними хробаками.
Це живородна змія. Самиця у серпні народжує від 5 до 50 дитинчат завдовжки 15—25 см.

## Розповсюдження
Мешкає на південному заході Канади, північному заході, центрі США. Іноді зустрічається навіть у штаті Техас.

## Підвиди
- Thamnophis radix haydeni
- Thamnophis radix radix